# Maucherite
La maucherite è un minerale.

## Etimologia
Il minerale prende il nome da Wilhelm Maucher (1879–1930), rivenditore di minerali tedesco.

## Abito cristallino
Tabulare, con striature.

## Origine e giacitura
La genesi è idrotermale.
Il minerale si trova insieme ad altri solfuri ed arseniuri di nichel. ed arseniuri di cobalto.

## Forma in cui si presenta in natura
I cristalli sono estremamente rari. Solitamente il minerale si trova in masse compatte.

## Caratteristiche chimico-fisiche
Il minerale è solubile in acido nitrico.
Peso molecolare = 1244,96 grammomolecole
Indice fermioni = 0.005859747
Indice bosoni = 0,994140253
Indici fotoelettricità:
- PE= 55.61 barn/elettrone
- ρ Densità elettroni = 410,85 barn/elettroni

GRapi = 0 (non radioattivo)

## Luoghi di ritrovamento
Eisleben, Mansfeld, Darmstadt (Germania); Elk Lake, Cobalt nell'Ontario (Canada).